# Anarta peralbata
Anarta peralbata là một loài bướm đêm trong họ Noctuidae.